# Blas de Prado

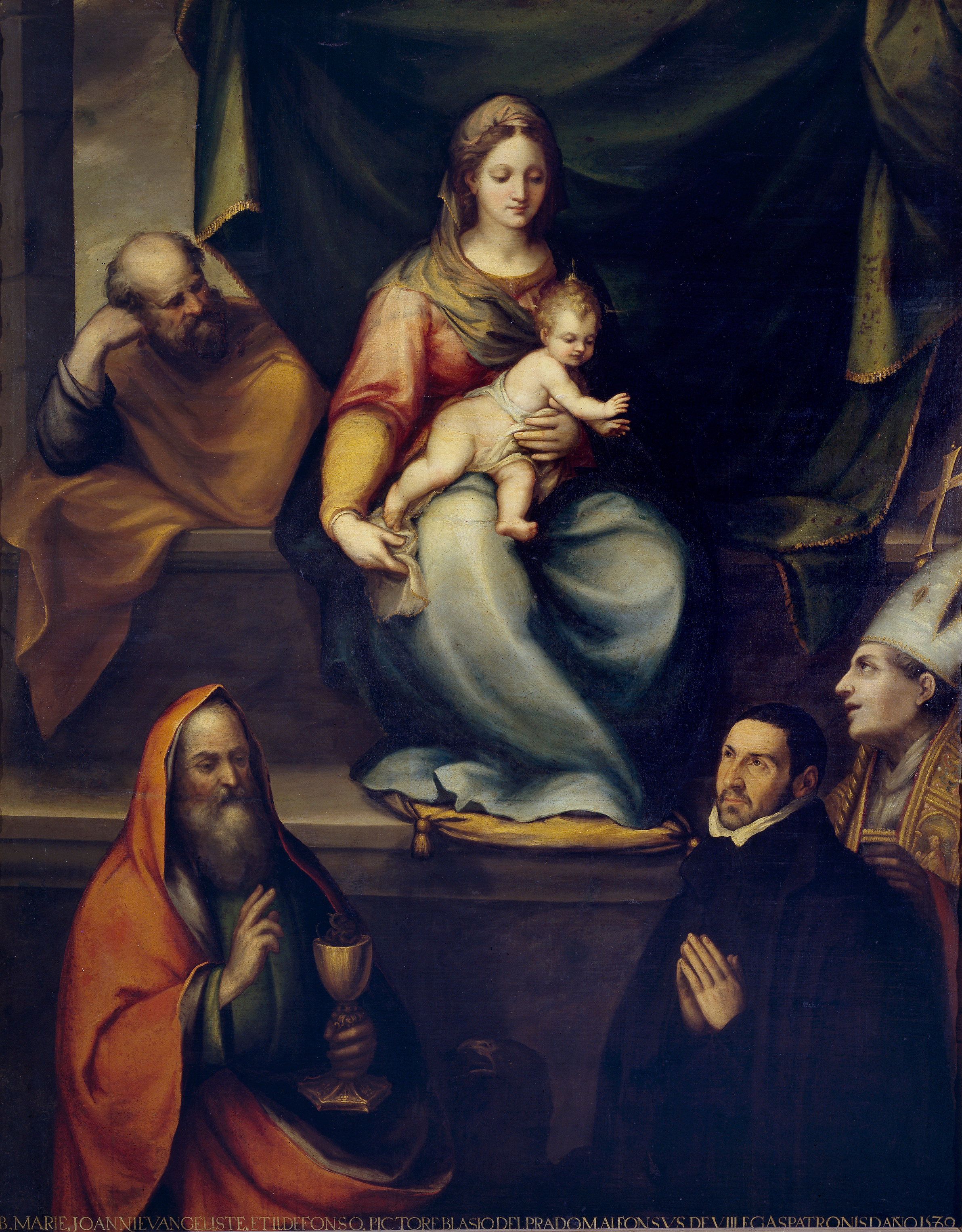
Blas de Prado: Die Heilige Familie mit den Heiligen Ildefonso, Johannes d. Evangelist und dem Stifter, 1589, Öl auf Leinwand, 209 × 165 cm, Museo del Prado, Madrid

Blas de Prado oder del Prado (eigentlich: Blas López de Prado; * um 1545/1546 wahrscheinlich in Camarena (Toledo); † 1599 oder 1600 in Toledo oder Madrid) war ein spanischer Maler und Freskant.

## Leben und Wirken
Er war ein Sohn von Alfonso López, einem Maurer aus Camarena bei Toledo, und dessen Frau Juana Gutiérrez. Der Nachname „de Prado“ stammt vermutlich von der väterlichen Seite.
Wahrscheinlich machte Blas seine malerische Ausbildung in Camarena oder in Toledo im Umkreis von Francesco de Comontes (1526–1565) und Juan Correa de Vivar. Aufgrund der starken italienischen Einflüsse in seinem Werk wurde oft ein Italienaufenthalt vermutet.
Ab 1583 ist Blas de Prado wieder in Toledo nachgewiesen, wo er 1586 für die Kathedrale eine Himmelfahrt Mariä von Juan de Borgoña und Fresken desselben Künstlers im Kapitelsaal der Kathedrale restaurierte.
Für den feierlichen Einzug der Reliquien der Heiligen Leocadia in Toledo am 26. April 1587 malte er verschiedene Szenen aus dem Leben der Heiligen (nicht erhalten) und die Grisaille-Porträts der Infantin Isabella Clara Eugenia und der Kaiserin Maria mit ihrem Enkel, dem Infanten Philipp (III.), die sich noch heute im Museum von Santa Cruz in Toledo befinden; dafür stellte ihm der offizielle Hofporträtist Alonso Sánchez Coello Modelle zur Verfügung.
Im Auftrag von Alonso de Villegas, dem Schriftsteller und Autor der Flor Sanctorum, schuf Blas de Prado 1589 sein heute bekanntestes Werk, die Heilige Familie mit den Heiligen Ildefonso, Johannes dem Evangelisten und dem Stifter; das Gemälde ist in einem klassischen Stil nach Raffael und venezianischen Meistern gehalten und verrät darüber hinaus die große Begabung des Malers für Porträts. Es befand sich früher im Professhaus der Jesuiten in Toledo und gehört heute zur Sammlung des Prado in Madrid. Eine sehr gute Kopie, möglicherweise vom Künstler selber oder aus seiner Werkstatt, befindet sich außerdem in der Capilla mozárabe der Kathedrale von Toledo.
Ab 1589 schuf Blas de Prado zusammen mit anderen Künstlern verschiedene Altäre für Kirchen und Klöster in den Provinzen von Toledo und Madrid.

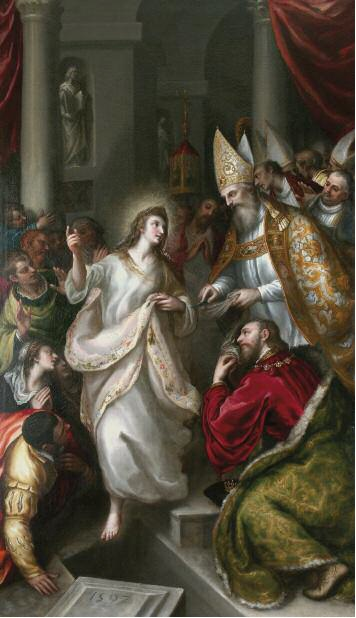
Erscheinung der Hl. Leocadia vor dem Hl. Ildefonso, 1592, Öl auf Leinwand, 265 × 156 cm, Iglesia colegial de Santa María, Talavera de la Reina (Toledo)

Er arbeitete auch als künstlerischer Gutachter und erstellte 1587 zusammen mit dem Maler Hernando de Ávila das zweite Gutachten für El Grecos heute weltberühmtes Gemälde Das Begräbnis des Señor de Orgaz. Zwischen 1587 und 1590 wurde Prado mehrfach nach El Escorial gerufen, um den Wert der gerade fertiggestellten Fresken von Pellegrino Tibaldi und Nicolás Granello und ihrer Werkstätten zu schätzen – ein Einfluss dieser Kunstwerke ist in manchen seiner späteren Arbeiten zu erkennen, beispielsweise in den um 1590 für den Kardinal Quiroga entstandenen Kuppelfresken der Capilla del Cigarral in Toledo, mit einem Pfingst-Zyklus und Szenen aus dem Leben von Moses und Salomon.
Vom 27. Juli 1590 bis 1593 hatte Blas de Prado den Posten des zweiten Malers der Kathedrale von Toledo inne, neben Luís de Velasco als erstem Maler. Um diese Zeit entstand ein Bilderzyklus aus dem Leben des Hl. Antonius Abbas, die ursprünglich für eine Kapelle der Kathedrale bestimmte war, aber später in die Sakristei überführt wurde.
Neben verschiedenen dokumentierten, aber nicht mehr erhaltenen Altarbildern, malte er 1592 die Erscheinung der Hl. Leocadia vor dem Hl. Ildefonso für die Colegiata von Talavera de la Reina (Toledo) – ein Bild, das einen leichten Einfluss El Grecos verrät – und 1593 Bildnisse des Hl. Antonius Abbas und des Hl. Paulus für die Kathedrale von Burgos.
Blas de Prado wurde von seinen Zeitgenossen für seine Stillleben gepriesen, eine damals nicht nur in Spanien völlig neue Gattung, mit der er laut Francisco Pacheco seinen Schüler und Vertrauten Juan Sanchez Cotán beeinflusste. Bedauerlicherweise sind heutzutage keine Stillleben erhalten, die Blas de Prado eindeutig zugeordnet werden könnten.
1593 wurde er von Philipp II. dazu auserkoren, an den Hof des Herrschers von Marokko, Muley Hamete, zu reisen. Im Gepäck hatte er mehrere Porträts der spanischen Königsfamilie, darunter wahrscheinlich ein Porträt des Thronfolgers. Außerdem nahm er zwei Stillleben mit Obstschalen mit, die er auf seiner Durchreise in Sevilla seinem Kollegen Francisco Pacheco zeigte und die dieser später sehr lobte. In Marokko soll Blas de Prado auch Porträts der dortigen Königsfamilie gemalt haben, darunter vor allem ein Bildnis der Königstochter.
Erst Anfang 1599 kehrte der Maler aus Marokko nach Spanien zurück und hielt sich im Februar desselben Jahres in Madrid auf, um Juwelen und Edelsteine für den marokkanischen Herrscher zu kaufen. Zu seinen letzten Werken gehört eine Zeichnung einer Allegorie der Herrschaft Philipps III. Letzte Aufträge für Altarbilder erhielt er im März und im Juli 1599, war jedoch bereits im Februar 1600 verstorben.
Blas de Prado war anscheinend nicht verheiratet und hatte keine Kinder; in seinem Testament ist seine Mutter als Erbin genannt, die jedoch bereits vor ihm starb. Zu seinen Erben gehörte der Maler Juan Sánchez Cotán, sein ehemaliger Schüler, in dessen Besitz sich sowohl zahlreiche Zeichnungen als auch ein sogenannten „Libro de pintura“ seines Lehrers befanden; es ist nicht bekannt, ob es sich bei dem letzteren um eine Abhandlung über Kunst handelte oder um Zeichnungen.